# Google Play Pass

Доступность Google Play Pass по всему миру

Google Play Pass — сервис подписки от Google для устройств Android. Впервые запущен 23 сентября 2019 года в США. В июле 2020 года сервис был запущен, как и планировалось, в других западных странах, включая Германию, Австралию и Канаду. Подписчики сервиса могут получить доступ к приложениям и играм без рекламы и внутриигровых покупок в рамках ежемесячной или годовой подписки. В рамках сервиса доступно более 460 приложений и игр.
По состоянию на 22 мая 2022 года Google не даёт доступ к подписке на территории России по крайней мере для части пользователей. При этом подписка не приостановлена, а сама компания никак это не комментирует.

## Описание
Google Play Pass даёт пользователям доступ к каталогу различных приложений и игр, взятых непосредственно из магазина Google Play, без рекламы или дополнительных покупок в приложении. Play Pass можно использовать совместно с пятью другими членами семьи.
Разработчики приложений, которые хотят предложить своё приложение в рамках подписки, могут подать заявку на рассмотрение для включения в службу.